# 史書笏
史書笏（?—?），直隸新樂縣人。清朝官員。
乾隆五十八年（1793年）癸丑科進士。嘉慶初調任天保縣知縣。因丁憂去職。